# تیم ملی فوتبال لسوتو
تیم ملی فوتبال لسوتو نماینده کشور لسوتو در مسابقات بین‌المللی و آفریقایی است که زیر نظر فدراسیون فوتبال لسوتو فعالیت می‌کند.
اولین بازی رسمی این تیم در تاریخ ۸ آگوست ۱۹۷۰ میلادی در برابر تیم ملی فوتبال مالاوی برگزار شده است.